# Inti-Illimani (álbum de 1970)
Inti-Illimani es el cuarto álbum de estudio de la banda chilena Inti-Illimani. Fue publicado el año 1970, un año después de su otro álbum homónimo.

## Lista de canciones[2]
| N.º | Título                                    | Escritor(es)                                  | Duración |  |
| 1.  | «Lamento del Indio» (o Los arados)        | Marco Vinicio Bedoya                          |          |  |
| 2.  | «Huajra» (o Danza del maíz maduro)        | Atahualpa Yupanqui                            |          |  |
| 3.  | «Nuestro México, febrero veintitrés»      | popular mexicana                              |          |  |
| 4.  | «Dolencias»                               | Luis Alberto Valencia                         |          |  |
| 5.  | «Quiaqueñita»                             | popular argentina                             |          |  |
| 6.  | «La petenera»                             | popular mexicana                              |          |  |
| 7.  | «Carnavalito de la quebrada de humahuaca» | popular argentina                             |          |  |
| 8.  | «Así como hoy matan negros»               | Pablo Neruda, Sergio Ortega                   |          |  |
| 9.  | «La mariposa»                             | Gumercindo Licidio                            |          |  |
| 10. | «Flor de Sancayo»                         | popular peruana                               |          |  |
| 11. | «Fiesta puneña»                           | Eduardo Falú                                  |          |  |
| 12. | «Madrugada llanera»                       | Germán Fleitas Beroes, Juan Vicente Torrealba |          |  |

## Créditos
Inti-Illimani
- Max Berrú
- Jorge Coulón
- Horacio Durán
- Ernesto Pérez de Arce
- Horacio Salinas

Colaboradores
- Patricio Guzmán Hervi: gráfica de cubierta